# 4631 Yabu
4631 Yabu este un asteroid din centura principală, descoperit pe 22 noiembrie 1987 de Seiji Ueda și Hiroshi Kaneda.